# Pajewo-Rżyski
Pajewo-Rżyski – kolonia w Polsce, położona w województwie mazowieckim, w powiecie ciechanowskim, w gminie Gołymin-Ośrodek.
Do 2024 r. miejscowość była częścią wsi Pajewo-Szwelice. W latach 1975–1998 Pajewo-Rżyski administracyjnie należało do województwa ciechanowskiego.